# Rasmus Christian Rask
Rasmus Christian Rask (22 de noviembre de 1787 - 14 de noviembre de 1832) fue un filólogo danés, nacido en la ciudad de Brændekilde en la isla danesa de Fionia.

## Biografía
Rask estudió en la Universidad de Copenhague y poco tiempo después de comenzar sus estudios demostró un talento excepcional para el aprendizaje de lenguas. En 1808 fue seleccionado como ayudante de la biblioteca de la universidad, y unos años después trabajó como profesor de historia literaria. En 1811 publicó, en danés, su Introducción a la Gramática del Islandés y de otras Lenguas Nórdicas Antiguas, formado con material impreso y manuscrito que sus predecesores habían recopilado tomando como base el mismo campo de investigación.
Su reputación le valió una recomendación para el Instituto Arnamagnæan, mediante la cual obtuvo un empleo como editor del Icelandic Lexicon (1814) de Björn Halldórsson, que desde hacía mucho tiempo se vendía como manuscrito. Rask visitó Islandia, donde vivió entre 1813 y 1815, y pudo apropiarse del idioma y familiarizarse con la literatura, las costumbres y la forma de vida de Islandia. Es probable que haya sido debido a este interés por la cultura islandesa que se estableció en Copenhague, a principios de 1816, la Sociedad Literaria Islandesa, de la cual fue su primer presidente.
En octubre de 1816, Rask partió de Dinamarca en una expedición literaria financiada por el rey, para investigar sobre las lenguas de Oriente y para recopilar manuscritos para la biblioteca de la universidad en Copenhague. Comenzó su viaje en Suecia, donde se quedó a vivir durante dos años; en este tiempo realizó una excursión hacia Finlandia para estudiar el idioma. Allí publicó, en sueco, su Gramática anglosajona en 1817. En 1818, publicó en Copenhague, en danés, un Ensayo sobre el origen de las antiguas lenguas escandinavas o islandesas, en el cual analizó las similitudes de ese idioma con otras lenguas europeas, particularmente el latín y el griego. 
Ese mismo año, recopiló las dos primeras ediciones completas de Edda de Snorri Sturluson y de Sæmundr fróði (esta última conocida más comúnmente como la Edda poética o mayor), en el texto original, junto con traducciones al sueco de ambas Eddas. En 1819 fue desde Estocolmo a San Petersburgo, donde escribió, en alemán, un artículo en "Los idiomas y la literatura de Noruega, Islandia, Suecia y Finlandia", en el sexto número de la Vienna Jahrbücher. Desde Rusia prosiguió por Tartaria hasta Persia, y vivió por un tiempo en Tabriz, Teherán, Persépolis y Shiraz. En aproximadamente seis semanas, aprendió el idioma persa lo suficientemente bien como para manejarse con desenvoltura.
En 1820, se embarcó en Bushire rumbo a Bombay; durante su estadía allí escribió, en inglés, Una disertación sobre la autenticidad del idioma zend. Luego recorrió la India para llegar a Ceylon, a donde llegó en 1822, y poco después escribió, también en inglés, Una disertación con respecto al mejor método para expresar los sonidos de los idiomas hindúes en caracteres europeos incluido en Transactions of the Literary and Agricultural Society of Colombo. Rask regresó a Copenhague en mayo de 1823 y llevó consigo un número considerable de manuscritos provenientes de Oriente, en persa, zand, Pali, cingalés y otros, con los cuales enriqueció las colecciones literarias de la capital danesa. Falleció en Copenhague el 14 de noviembre de 1832, en Badstuestraede 17, donde más tarde se colocaría una placa conmemorativa en su honor.
Durante el período entre su regreso de Oriente y su muerte, Rask publicó en su lengua nativa Gramática española (1824), Gramática frisiana (1825), un Ensayo sobre la ortografía danesa (1826), un Tratado sobre la Cronología del Antiguo Egipto y una Gramática italiana (1827), y una Cronología del Judaísmo Antiguo previo a Moisés (1828). También editó una versión de la Gramática danesa de Schneider para el uso de los ingleses (1830), y supervisó la traducción al inglés de su Gramática anglosajona por Thorpe (1830).

## Obras
- Undersøgelse om det gamle Nordiske eller Islandske Sprogs Oprindelse, 1818
- Spansk Sproglære, 1824
- Frisisk Sproglære, 1825
- Dansk Retskrivingslære, 1826
- Italiænsk Formlære, 1827
- Den gamle Ægyptiske Tidsregning, 1827
- Vejledning til Akra-Sproget på Kysten Ginea, 1828
- Den ældste hebraiske Tidsregning indtil Moses efter Kilderne på ny bearbejdet og forsynet med et Kart over Paradis, 1828
- A Grammar of the Danish language for the use of Englishmen, 1830
- Ræsonneret lappisk Sproglære, 1832
- Engelsk formlære, 1832